# Podocarpus zamiifolius
Podocarpus zamiifolius là một loài thực vật hạt trần trong họ Podocarpaceae. Loài này được A.Rich. mô tả khoa học đầu tiên năm 1832.